# ألبرت ك. ميلر
ألبرت ك. ميلر (بالإنجليزية: A. C. Miller)‏ هو محامي وسياسي أمريكي، ولد في 30 سبتمبر 1898، وتوفي في 29 أكتوبر 1979. حزبياً، نشط في الحزب الجمهوري.